# 立川嶺
立川 嶺（たちかわ れい、1998年1月18日 - ）は、静岡県田方郡函南町出身のサッカー選手。ポジションはMF。

## クラブ歴
函南サッカースポーツ少年団からACNジュビロ沼津を経て、ジュビロ磐田U-18、大阪体育大学と進んだ。U-18での同期に大西遼太郎、山下諒也が、大学での同期に田中駿汰、林大地、西田恵がいる。
2018年にポルトガルのペラフィタFCに加入し選手となった。同シーズンにFCフェルゲイラス1932に移籍した。
2019年夏にマルタ・プレミアリーグのサンタ・ルチアFCに完全移籍した。2021年に同リーグのセイレーンズFCに完全移籍した。
2023年6月24日にインディアン・スーパーリーグのジャムシェドプルFCに完全移籍した。